# 1997 VU3
1997 VU3 är en asteroid i huvudbältet som upptäcktes den 6 november 1997 av den japanska astronomen Takao Kobayashi vid Ōizumi-observatoriet.
Asteroiden har en diameter på ungefär 3 kilometer.